# 1307年
| 千纪： | 2千纪 |
| 世纪： | 13世纪 \| 14世纪 \| 15世纪                                                                                 |
| 年代： | 1270年代 \| 1280年代 \| 1290年代 \| 1300年代 \| 1310年代 \| 1320年代 \| 1330年代                           |
| 年份： | 1302年 \| 1303年 \| 1304年 \| 1305年 \| 1306年 \| 1307年 \| 1308年 \| 1309年 \| 1310年 \| 1311年 \| 1312年 |
| 纪年： | 丁未年（羊年）；元大德十一年；越南興隆十五年；日本德治二年                                                 |

## 大事记
- 2月10日——大都政變，元成宗鐵穆耳去世，卜魯罕皇后下命垂簾聽政，命安西王阿難答輔政。
- 6月21日——皇侄愛育黎拔力八達（答剌麻八剌三子）與右丞相哈剌哈孫合謀發動政變，囚禁卜魯罕皇后和安西王阿難答，擁立皇侄海山（答剌麻八剌次子）在上都大安閣即位為帝，是為元武宗，封其弟愛育黎拔力八達為皇太弟，約定愛育黎拔力八達死後，再傳位給元武宗的兒子和世㻋，史稱武仁之約。
- 8月17日——元武宗下詔加封「至聖文宣王」孔子為「大成至聖文宣王」。
- 法國國王腓力四世大舉整肅聖殿騎士團，眾多團員被以異端罪名處以火刑。

## 逝世
- 2月10日——元成宗鐵穆耳
- 7月7日——愛德華一世，英格蘭國王。（1239年出生，68岁）